# كيد أزتيكا
كيد أزتيكا (بالإسبانية: Kid Azteca) مواليد 21 يونيو 1913 في مدينة مكسيكو - الوفاة 16 مارس 2002، كان ملاكم مكسيكي سابق صنّف ضمن فئة وزن الوسط.

## إحصائيات
خاض خلال مسيرته 252 نزالا، فاز في 192 وتعادل في 12 وخسر في 46. فاز بالضربة القاضية في 114 نزالا.

## روابط خارجية
- كيد أزتيكا على موقع IMDb (الإنجليزية)
- كيد أزتيكا على موقع بوكس ريك (الإنجليزية) (registration required)